# Каное-Крік 1
Каное-Крік 1 (англ. Canoe Creek 1) — індіанська резервація в Канаді, у провінції Британська Колумбія, у межах регіонального округу Томпсон-Нікола.

## Населення
За даними перепису 2016 року, індіанська резервація нараховувала 60 осіб, показавши скорочення на 38,1%, порівняно з 2011-м роком. Середня густина населення становила 85,1 осіб/км².
З офіційних мов обидвома одночасно не володів жоден з жителів, тільки англійською — 60. Усього 5 осіб вважали рідною мовою не одну з офіційних.
Працездатне населення становило 62,5% усього населення, усі були зайняті.

## Клімат
Середня річна температура становить 4,6°C, середня максимальна – 19,4°C, а середня мінімальна – -13,6°C. Середня річна кількість опадів – 376 мм.
| Клімат поселення                              | Клімат поселення | Клімат поселення | Клімат поселення | Клімат поселення | Клімат поселення | Клімат поселення | Клімат поселення | Клімат поселення | Клімат поселення | Клімат поселення | Клімат поселення | Клімат поселення | Клімат поселення |
| Показник                                      | Січ.             | Лют.             | Бер.             | Квіт.            | Трав.            | Черв.            | Лип.             | Серп.            | Вер.             | Жовт.            | Лист.            | Груд.            |                  |
| Середній максимум, °C                         | −0,37            | 2,58             | 6,92             | 11,19            | 15,83            | 19,34            | 19,37            | 19,23            | 14,58            | 9,00             | 1,93             | −2,76            |                  |
| Середня температура, °C                       | −6,96            | −4,03            | 0,32             | 4,60             | 9,23             | 12,76            | 15,58            | 15,44            | 10,80            | 5,22             | −1,85            | −6,54            |                  |
| Середній мінімум, °C                          | −13,57           | −10,62           | −6,28            | −2               | 2,62             | 6,14             | 11,82            | 11,68            | 7,02             | 1,44             | −5,62            | −10,31           |                  |
| Норма опадів, мм                              | 29               | 21               | 18               | 18               | 34               | 58               | 42               | 42               | 28               | 25               | 27               | 34               |                  |
| Середньомісячна швидкість вітру, м/с          | 2.16             | 2.27             | 2.57             | 2.77             | 2.61             | 2.44             | 2.26             | 2.08             | 2.06             | 2.38             | 2.44             | 2.26             |                  |
| Середньомісячна сонячна радіація, кДж/м²·день | 3134             | 6178             | 10947            | 15728            | 19138            | 20708            | 21429            | 18117            | 12647            | 6994             | 3497             | 2444             |                  |
| --------------------------------------------- | ---------------- | ---------------- | ---------------- | ---------------- | ---------------- | ---------------- | ---------------- | ---------------- | ---------------- | ---------------- | ---------------- | ---------------- | ---------------- |
| Джерело:                                      |                  |                  |                  |                  |                  |                  |                  |                  |                  |                  |                  |                  |                  |